# Coppa Intercontinentale 1978 (pallacanestro)
La Coppa intercontinentale di pallacanestro del 1978 si è giocata in Argentina, a Buenos Aires, ed è stata vinta dal Real Madrid.

## Risultati

### Classifica finale
|    | Squadra          | Gioc. | V | P | PF  | PS  | Punti |
| -- | ---------------- | ----- | - | - | --- | --- | ----- |
| 1. | Real Madrid      | 4     | 4 | 0 | 479 | 425 | 8     |
| 2. | Obras Sanitarias | 4     | 3 | 1 | 391 | 354 | 7     |
| 3. | Sírio            | 4     | 2 | 2 | 419 | 393 | 6     |
| 4. | Pall. Varese     | 4     | 1 | 3 | 383 | 426 | 5     |
| 5. | R. Island Rams   | 4     | 0 | 4 | 350 | 424 | 4     |

| Coppa Intercontinentale 1978 |
| ---------------------------- |
| Real Madrid 3º titolo        |

## Formazione vincitrice
| N° | Naz.                   | Ruolo | Sportivo                    |  | Alt. |  |
| -- | ---------------------- | ----- | --------------------------- |  | ---- |  |
| 4  | Spagna (bandiera)      | AP    | Wayne Brabender             |  |      |  |
| 5  | Spagna (bandiera)      | P     | Vicente Ramos               |  |      |  |
| 6  | Spagna (bandiera)      | C     | Cristóbal Rodríguez         |  |      |  |
| 7  | Spagna (bandiera)      | P     | Carmelo Cabrera             |  |      |  |
| 8  | Spagna (bandiera)      | A     | Samuel Puente               |  |      |  |
| 9  | Spagna (bandiera)      | C     | Luis María Prada            |  |      |  |
| 10 | Stati Uniti (bandiera) | AP    | Walt Szczerbiak             |  |      |  |
| 11 | Spagna (bandiera)      | P     | Juan Antonio Corbalán       |  |      |  |
| 12 | Spagna (bandiera)      | C     | Rafael Rullán               |  |      |  |
| 13 | Spagna (bandiera)      | C     | Clifford Luyk               |  |      |  |
| 14 | Spagna (bandiera)      | AG    | Juan Manuel López Iturriaga |  |      |  |
| 15 | Stati Uniti (bandiera) | AG    | John Coughran               |  |      |  |
|    | Spagna (bandiera)      | C     | Fernando Romay              |  |      |  |
|    | Spagna (bandiera)      | A     | Joseba Gastañaga            |  |      |  |
|    | Spagna (bandiera)      | All.  | Lolo Sainz                  |  |      |  |